# Episodi di Bosch: l'eredità (terza stagione)
La terza stagione della serie televisiva Bosch: l'eredità, composta da 10 episodi, pubblicata in tutto il mondo settimanalmente su Amazon Freevee dal 27 marzo al 17 aprile 2025, mentre in Italia su Amazon Prime.
| nº | Titolo originale          | Titolo italiano           | Pubblicazione  |
| -- | ------------------------- | ------------------------- | -------------- |
| 1  | Goes Where it Goes        | Dove arriva arriva        | 27 marzo 2025  |
| 2  | Bosching Bosch            | Comportiamoci alla Bosch  | 27 marzo 2025  |
| 3  | Blankie                   | La copertina              | 27 marzo 2025  |
| 4  | Whippoorwills             | Succiacapre               | 27 marzo 2025  |
| 5  | F***ing Politics          | Maledetta politica        | 3 aprile 2025  |
| 6  | Broken Order              | Broken Order              | 3 aprile 2025  |
| 7  | Welcome to the Other Side | Benvenuti dall'altro lato | 10 aprile 2025 |
| 8  | La Zona Rosa              | La zona rosa              | 10 aprile 2025 |
| 9  | Badlands                  | La resa dei conti         | 17 aprile 2025 |
| 10 | Dig Down                  | Scavare                   | 17 aprile 2025 |